# Призматична поверхня

Бокова поверхня призми (забарвлена жовтим кольором) є частиною, обмеженою основами призми (червоне забарвлення) замкнутої призматичної поверхні

Призмати́чна пове́рхня (англ. primatic surface) — поверхня, утворена рухом прямої (твірної) в просторі, при якому пряма весь час паралельна до заданого напряму і перетинає дану ламану лінію (напрямну). Якщо напрямна є замкнутою (тобто є многокутником), то така призматична поверхня називається замкнутою призматичною поверхнею.
Призматична поверхня належить до лінійчатих поверхонь.